# John F. Goodrich
Pour les articles homonymes, voir Goodrich.
John F. Goodrich est un scénariste, acteur, monteur et directeur de la photographie américain né le 18 février 1887 à Delavan, dans le Wisconsin (États-Unis) et mort le 11 mars 1937 à Los Angeles.

## Filmographie

### comme scénariste
- 1923 : Daytime Wives
- 1923 : Thundering Dawn
- 1924 : The Triflers
- 1925 : Pari tragique (Capital Punishment)
- 1925 : The Boomerang
- 1925 : Faint Perfume
- 1925 : My Lady's Lips
- 1925 : The Other Woman's Story
- 1926 : Puppets
- 1927 : Special Delivery
- 1927 : The Rough Riders
- 1927 : Shanghai Bound
- 1928 : Crépuscule de gloire (The Last Command)
- 1928 : The Vanishing Pioneer
- 1929 : The Love Racket (en)
- 1929 : L'Âge ardent (Fast Life) de John Francis Dillon
- 1930 : Lilies of the Field
- 1930 : The Flirting Widow
- 1932 : Breach of Promise
- 1932 : The Son-Daughter
- 1933 : Deluge
- 1933 : Flaming Gold
- 1935 : Life Returns
- 1935 : L'Amour est maître (The Healer) de Reginald Barker

### comme acteur
- 1935 : L'Élixir du docteur Carter (Paradise Canyon) : Cowboy

### comme monteur
- 1930 : The Flirting Widow

### comme directeur de la photographie
- 1925 : Pari tragique (Capital Punishment)